# ساموئل ساکس (تهیه‌کننده فیلم)
ساموئل ساکس (انگلیسی: Samuel Sax؛ ‏ ۵ سپتامبر ۱۸۸۰ – ۲ ژانویهٔ ۱۹۶۲) تهیه‌کننده فیلم اهل آمریکا بود.
از فیلم‌هایی که وی در آن‌ها نقش داشته است، می‌توان به تومالیو، روابط نزدیک، جنب‌وجوش پر سروصدا، در شیرینی‌فروشی، آهای، پدر! و حالت چطوره؟ اشاره نمود.